# Casafranca (Hiszpania)
Casafranca – gmina w Hiszpanii, w prowincji Salamanka, w Kastylii i León, o powierzchni 29,61 km². W 2011 roku gmina liczyła 73 mieszkańców.